# Röhrabrunn
Röhrabrunn je vesnice, která tvoří katastrální území obce Gnadendorf v okrese Mistelbachu v Dolních Rakousích.

## Zvláštnosti

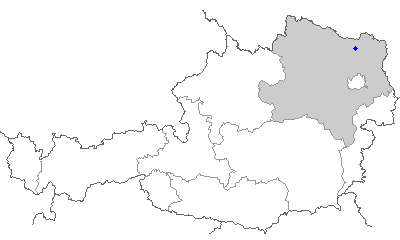
Mapa Rakouska

Do vesnice lze přijet jen po jediné silnici. Už při příjezdu do místa je umístěna dopravní značka označující slepou ulici. Proto byla v Röhrbrunnu vybudována autobusová smyčka.